# Willy van der Kuijlen
Wilhelmus Martinus Leonardus Johannes van der Kuijlen, dit Willy van der Kuijlen, né le 6 décembre 1946 à Helmond et mort le 19 avril 2021 à Bréda, est un footballeur néerlandais qui évoluait au poste d'attaquant.

## Biographie
Il a joué 528 matches au PSV Eindhoven de 1964 à 1981 en marquant 308 buts en championnat des Pays-Bas de football. Il a également joué en équipe nationale des Pays-Bas (22 sélections et 7 buts entre 1966 et 1977). Il n'a pas disputé les coupes du monde 1974 et 1978 dont les Pays-Bas ont atteint la finale.

## Palmarès
- Championnat des Pays-Bas de football

- - Champion en 1975, en 1976 et en 1978
- Coupe des Pays-Bas de football
  - Vainqueur en 1974 et en 1976
- Coupe UEFA
  - Vainqueur en 1978